# Джордж Сноуден
Джордж «Шоті» Сноуден (4 липня 1904 - травень 1982) — американський ліндіхоппер, хореограф і джазовий танцівник. Відомий тим, що йому приписують іменування  «Лінді-хопом» популярного парного свінґового танцю. Йому також часто приписують винахід танцю, хоча це є необґрунтованим і малоймовірно.

## Біографія
Джордж Сноуден народився 4 липня 1904 року в США. З моменту відкриття клубу Савой в Гарлемі, Нью-Йорк у 1927 та до середини 1930-их був найпомітнішим свінговим танцівником. На ранніх відео за участю Джорджа помітно, що він танцює Брейкевей, лінді-хопом він почав займатися пізніше. Джордж Сноуден був найвпливовішою фігурою серед представників «першого покоління» ліндіхопперів, йому належить титул короля Савою, через те, що він вигравав майже усі змагання в яких брав участь.
Свій невеликий зріст (5 фунтів) Шоті зробив своїм головним козирем, створивши неповторний комічний стиль. Виступаючи зі своєю партнеркою Біг Бі, заввишки 6 фунтів, Джордж виконував безліч смішних рухів, обігруючи різницю в рості. Йому доводилось перестрибувати її на простих змінах, він проходив поміж її ніг. Але найвражаючішими були їх виходи зі сцени, коли Біг Бі уносила його на спині. Саме цей рух надихнув Френкі Меннінга на створення першого парного трюку, з яким у 1935 Френкі та його партнерка Фріда Вошингтон виграють змагання у Шоті, і Меннінг отримує титул короля Савою.
Зі зміщенням акценту на трюки у лінді-хопі Джордж Сноуден починає приділяти менше уваги соціальному та змагальному танцю і більше виступає. За його словами трюки заміняли танець, а його в лінді-хопі приваблювала ритмічність, однією з особливостей стилю Сноудена була неймовірна робота ногами.
У 1929 Джордж Сноуден з'явився у фільмі After Seben, в якому він виконує Брейкевей, одну із  варіацій парного Чарлстону, який пізніше перетворився на лінді-хоп. Його також можна побачити у фільмі Ask Uncle Sol (1937) з Біг Бі.
У 1930-их він створює перший професійний танцювальний гурт Shorty Snowden Dancers, з яким виступає у Paradise Club з біг-бендом Поля Вайтмена. У складі гурту відомі представники «першого покоління» Лерой Стретч Джонс та Твістмауз Джордж. Шоті та його гурт пізніше беруть участь у багатьох шоу в Cotton Club і стають постійним колективом у Small's Paradise.
Сноуден виступав до середини 1940-их, але проблеми з колінами та стопами, спричинені танцями, змусили його покинути професійну сцену. Однак він продовжував ходити на танцювальні вечірки до 1950-их. Джордж Сноуден помер у травні 1982 через емфізему.

## Іменування лінді хопу
За словами Френкі Меннінга саме Шоті Джордж назвав танець. На одних з змаганнях, що відбулись у ліченні дні після знаменитого перельоту Чарльза Ліндберга через Атлантичний океан, захоплений репортер запитав у Джорджа Сноудена - що за танець він виконує. Шоті відповів що він робить хоп, лінді-хоп (з анг. Лінді стрибає).

## Фільмографія
- After Seben (1929)
- Ask Uncle Sol (1937)
- Reveille with Beverly (1943)
- Hi-De-Ho (1947)

## Телебачення
- Dancing - New Worlds, New Forms
- National Geographic: Jitterbug
- Watch Me Move

## Цікаве
- Один з найвідоміших джазових рухів носить його ім'я - Шоті Джордж.
- Каунт Бейсі назвав на його честь одну зі своїх пісень.